# Anne Ottenbrite
Anne Ottenbrite (Bowmanville, Canadá, 12 de mayo de 1966) es una nadadora canadiense retirada especializada en pruebas de estilo braza, donde consiguió ser campeona olímpica en 1984 en los 200 metros.

## Carrera deportiva
En los Juegos Olímpicos de Los Ángeles 1984 ganó la medalla de oro en los 200 metros braza, con un tiempo de 2:30.38 segundos, por delante de la estadounidense Susan Rapp y la belga Ingrid Lempereur, y ganó la plata en los 100 metros braza, con un tiempo de 1:10.69 segundos, tras la neerlandesa Petra van Staveren y por delante de la francesa Catherine Poirot. Además ganó el bronce junto con su equipo en los relevos de 4 x 100 metros estilos (nadando el largo de braza), tras Estados Unidos y Alemania Occidental.

## Palmarés internacional
| Juegos Olímpicos                 | Juegos Olímpicos             | Juegos Olímpicos  | Juegos Olímpicos |
| Año                              | Lugar                        | Medalla           | Prueba           |
| -------------------------------- | ---------------------------- | ----------------- | ---------------- |
| 1984                             | Los Ángeles (Estados Unidos) | Medalla de oro    | 200 m braza      |
| 1984                             | Los Ángeles (Estados Unidos) | Medalla de plata  | 100 m braza      |
| 1984                             | Los Ángeles (Estados Unidos) | Medalla de bronce | 4x100 m estilos  |
| Campeonato del Mundo de Natación |                              |                   |                  |
| Año                              | Lugar                        | Medalla           | Prueba           |
| 1982                             | Guayaquil (Ecuador)          | Medalla de plata  | 100 m braza      |
| 1982                             | Guayaquil (Ecuador)          | Medalla de bronce | 200 m braza      |